# Marele Premiu al Canadei din 2022
Marele Premiu al Canadei din 2022 (cunoscut oficial ca Formula 1 AWS Grand Prix du Canada 2022) a fost o cursă auto de Formula 1 ce s-a desfășurat între 17-19 iunie 2022 pe Circuitul Gilles Villeneuve din Montreal, Canada. Aceasta a fost cea de-a noua rundă a Campionatului Mondial de Formula 1 din 2022.
Max Verstappen a luat pole position, într-o sesiune de calificări afectată de ploaie, urmat de Fernando Alonso și Carlos Sainz Jr.. Verstappen și-a transformat pole-ul în victorie, în fața lui Sainz și Lewis Hamilton.

## Calificări
Calificările au avut loc începând cu ora locală 16:00, pe 18 iunie, și au durat o oră.
| Poz.                  | Nr. | Pilot            | Constructor                  | Timpi calificări | Timpi calificări | Timpi calificări | Grila finală |
| Poz.                  | Nr. | Pilot            | Constructor                  | Q1               | Q2               | Q3               | Grila finală |
| --------------------- | --- | ---------------- | ---------------------------- | ---------------- | ---------------- | ---------------- | ------------ |
| 1                     | 1   | Max Verstappen   | Red Bull Racing-RBPT         | 1:32,219         | 1:23,746         | 1:21,299         | 1            |
| 2                     | 14  | Fernando Alonso  | Alpine-Renault               | 1:32,277         | 1:24,848         | 1:21,944         | 2            |
| 3                     | 55  | Carlos Sainz Jr. | Ferrari                      | 1:32,781         | 1:25,197         | 1:22,096         | 3            |
| 4                     | 44  | Lewis Hamilton   | Mercedes                     | 1:33,841         | 1:25,543         | 1:22,891         | 4            |
| 5                     | 20  | Kevin Magnussen  | Haas-Ferrari                 | 1:32,957         | 1:26,254         | 1:22,960         | 5            |
| 6                     | 47  | Mick Schumacher  | Haas-Ferrari                 | 1:33,707         | 1:25,684         | 1:23,356         | 6            |
| 7                     | 31  | Esteban Ocon     | Alpine-Renault               | 1:33,012         | 1:26,135         | 1:23,529         | 7            |
| 8                     | 63  | George Russell   | Mercedes                     | 1:33,160         | 1:24,950         | 1:23,557         | 8            |
| 9                     | 3   | Daniel Ricciardo | McLaren-Mercedes             | 1:33,636         | 1:26,375         | 1:23,749         | 9            |
| 10                    | 24  | Zhou Guanyu      | Alfa Romeo-Ferrari           | 1:33,692         | 1:26,116         | 1:24,030         | 10           |
| 11                    | 77  | Valtteri Bottas  | Alfa Romeo-Ferrari           | 1:33,689         | 1:26,788         | N/A              | 11           |
| 12                    | 23  | Alexander Albon  | Williams-Mercedes            | 1:34,047         | 1:26,858         | N/A              | 12           |
| 13                    | 11  | Sergio Pérez     | Red Bull Racing-RBPT         | 1:33,929         | 1:33,127         | N/A              | 13           |
| 14                    | 4   | Lando Norris     | McLaren-Mercedes             | 1:34,066         | Fără timp        | N/A              | 14           |
| 15                    | 16  | Charles Leclerc  | Ferrari                      | 1:33,008         | Fără timp        | N/A              | 19           |
| 16                    | 10  | Pierre Gasly     | AlphaTauri-RBPT              | 1:34,492         | N/A              | N/A              | 15           |
| 17                    | 5   | Sebastian Vettel | Aston Martin Aramco-Mercedes | 1:34,512         | N/A              | N/A              | 16           |
| 18                    | 18  | Lance Stroll     | Aston Martin Aramco-Mercedes | 1:35,352         | N/A              | N/A              | 17           |
| 19                    | 6   | Nicholas Latifi  | Williams-Mercedes            | 1:35,660         | N/A              | N/A              | 18           |
| 20                    | 22  | Yuki Tsunoda     | AlphaTauri-RBPT              | 1:36,575         | N/A              | N/A              | 20           |
| Regula 107%: 1:38,674 |     |                  |                              |                  |                  |                  |              |
| Sursa:                |     |                  |                              |                  |                  |                  |              |

Note
- ^1 – Charles Leclerc a fost obligat să înceapă cursa din spatele grilei pentru depășirea cotei sale de elemente ale unității de putere.[4][5]
- ^2 – Yuki Tsunoda a fost obligat să înceapă cursa din spatele grilei pentru depășirea cotei sale de elemente ale unității de putere. Penalizarea nu a făcut nicio diferență deoarece s-a calificat pe ultima poziție.

## Cursă
Cursa a început la ora locală 14:00 pe 19 iunie și a durat 70 de tururi.
| Poz.                                                                | Nr. | Pilot            | Constructor                  | Tururi | Timp/Retras     | Grilă | Puncte |
| ------------------------------------------------------------------- | --- | ---------------- | ---------------------------- | ------ | --------------- | ----- | ------ |
| 1                                                                   | 1   | Max Verstappen   | Red Bull Racing-RBPT         | 70     | 1:36:21,757     | 1     | 25     |
| 2                                                                   | 55  | Carlos Sainz Jr. | Ferrari                      | 70     | +0,993          | 3     | 19     |
| 3                                                                   | 44  | Lewis Hamilton   | Mercedes                     | 70     | +7,006          | 4     | 15     |
| 4                                                                   | 63  | George Russell   | Mercedes                     | 70     | +12,313         | 8     | 12     |
| 5                                                                   | 16  | Charles Leclerc  | Ferrari                      | 70     | +15,168         | 19    | 10     |
| 6                                                                   | 31  | Esteban Ocon     | Alpine-Renault               | 70     | +23,890         | 7     | 8      |
| 7                                                                   | 77  | Valtteri Bottas  | Alfa Romeo-Ferrari           | 70     | +25,247         | 11    | 6      |
| 8                                                                   | 24  | Zhou Guanyu      | Alfa Romeo-Ferrari           | 70     | +26,952         | 10    | 4      |
| 9                                                                   | 14  | Fernando Alonso  | Alpine-Renault               | 70     | +29,945         | 2     | 2      |
| 10                                                                  | 18  | Lance Stroll     | Aston Martin Aramco-Mercedes | 70     | +38,222         | 17    | 1      |
| 11                                                                  | 3   | Daniel Ricciardo | McLaren-Mercedes             | 70     | +43,047         | 9     |        |
| 12                                                                  | 5   | Sebastian Vettel | Aston Martin Aramco-Mercedes | 70     | +44,245         | 16    |        |
| 13                                                                  | 23  | Alexander Albon  | Williams-Mercedes            | 70     | +44,893         | 12    |        |
| 14                                                                  | 10  | Pierre Gasly     | AlphaTauri-RBPT              | 70     | +45,183         | 15    |        |
| 15                                                                  | 4   | Lando Norris     | McLaren-Mercedes             | 70     | +52,145         | 14    |        |
| 16                                                                  | 6   | Nicholas Latifi  | Williams-Mercedes            | 70     | +59,978         | 18    |        |
| 17                                                                  | 20  | Kevin Magnussen  | Haas-Ferrari                 | 70     | +1:08,180       | 5     |        |
| Ab                                                                  | 22  | Yuki Tsunoda     | AlphaTauri-RBPT              | 47     | Accident        | 20    |        |
| Ab                                                                  | 47  | Mick Schumacher  | Haas-Ferrari                 | 18     | Motor           | 6     |        |
| Ab                                                                  | 11  | Sergio Pérez     | Red Bull Racing-RBPT         | 7      | Cutia de viteze | 13    |        |
| Cel mai rapid tur: Carlos Sainz Jr. (Ferrari) – 1:15,749 (turul 63) |     |                  |                              |        |                 |       |        |
| Sursa:                                                              |     |                  |                              |        |                 |       |        |

Note
- ^1 – Include un punct pentru cel mai rapid tur.[7]
- ^2 – Fernando Alonso a terminat al șaptelea pe pistă, dar a primit o penalizare de cinci secunde după cursă pentru că a făcut mai mult de o schimbare de direcție pentru a apăra o poziție.[6]
- ^3 – Lando Norris a primit o penalizare de cinci secunde pentru depășirea vitezei pe linia boxelor. Poziția sa finală nu a fost afectată de penalizare.[6]

## Clasamentele campionatelor după cursă
|        | Poz. | Pilot            | Pct. |
| ------ | ---- | ---------------- | ---- |
|        | 1    | Max Verstappen   | 175  |
|        | 2    | Sergio Pérez     | 129  |
|        | 3    | Charles Leclerc  | 126  |
|        | 4    | George Russell   | 111  |
|        | 5    | Carlos Sainz Jr. | 102  |
| Sursa: |      |                  |      |

|        | Poz. | Constructor          | Pct. |
| ------ | ---- | -------------------- | ---- |
|        | 1    | Red Bull Racing-RBPT | 304  |
|        | 2    | Ferrari              | 228  |
|        | 3    | Mercedes             | 188  |
|        | 4    | McLaren-Mercedes     | 65   |
|        | 5    | Alpine-Renault       | 57   |
| Sursa: |      |                      |      |

- Notă: Doar primele cinci locuri sunt prezentate în ambele clasamente.